# La lettera scarlatta (film 1926)

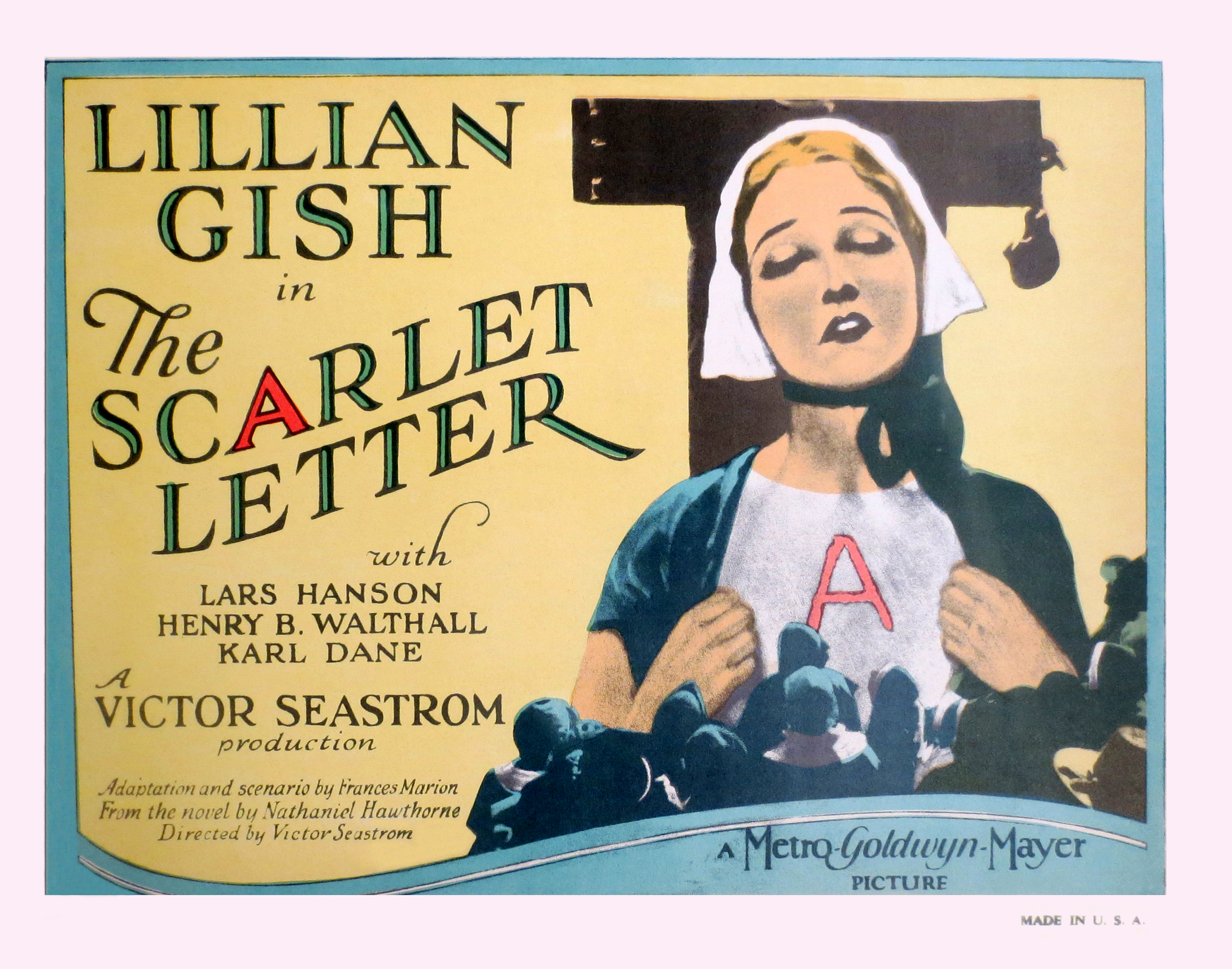
Volantino originale

La lettera scarlatta (The Scarlet Letter) è un film del 1926 diretto da Victor Sjöström.

## Trama
New England, 1642 circa. Hester si lascia sedurre dal reverendo del villaggio, restando incinta. Quando torna suo marito, che lei credeva morto, viene accusata di adulterio e marchiata a fuoco con la A di adultera. Ciò nonostante, si rifiuta di denunciare il reverendo che è tra i suoi accusatori più intransigenti.

## Produzione
Contro il parere di Louis B. Mayer, Lillian Gish insistette per girare il film tratto dal romanzo di Hawthorne. Secondo il produttore, il libro - per il suo argomento - era improponibile per lo schermo. Gish scelse come regista e co-protagonista due svedesi, Victor Sjöström e Lars Hanson, pensando che due scandinavi potessero essere più aderenti al tipo da puritani del New England.

## Distribuzione
Il film, distribuito negli Stati Uniti dalla Metro-Goldwyn-Mayer (MGM), venne presentato in prima a New York il 9 agosto 1926.